# Zampa

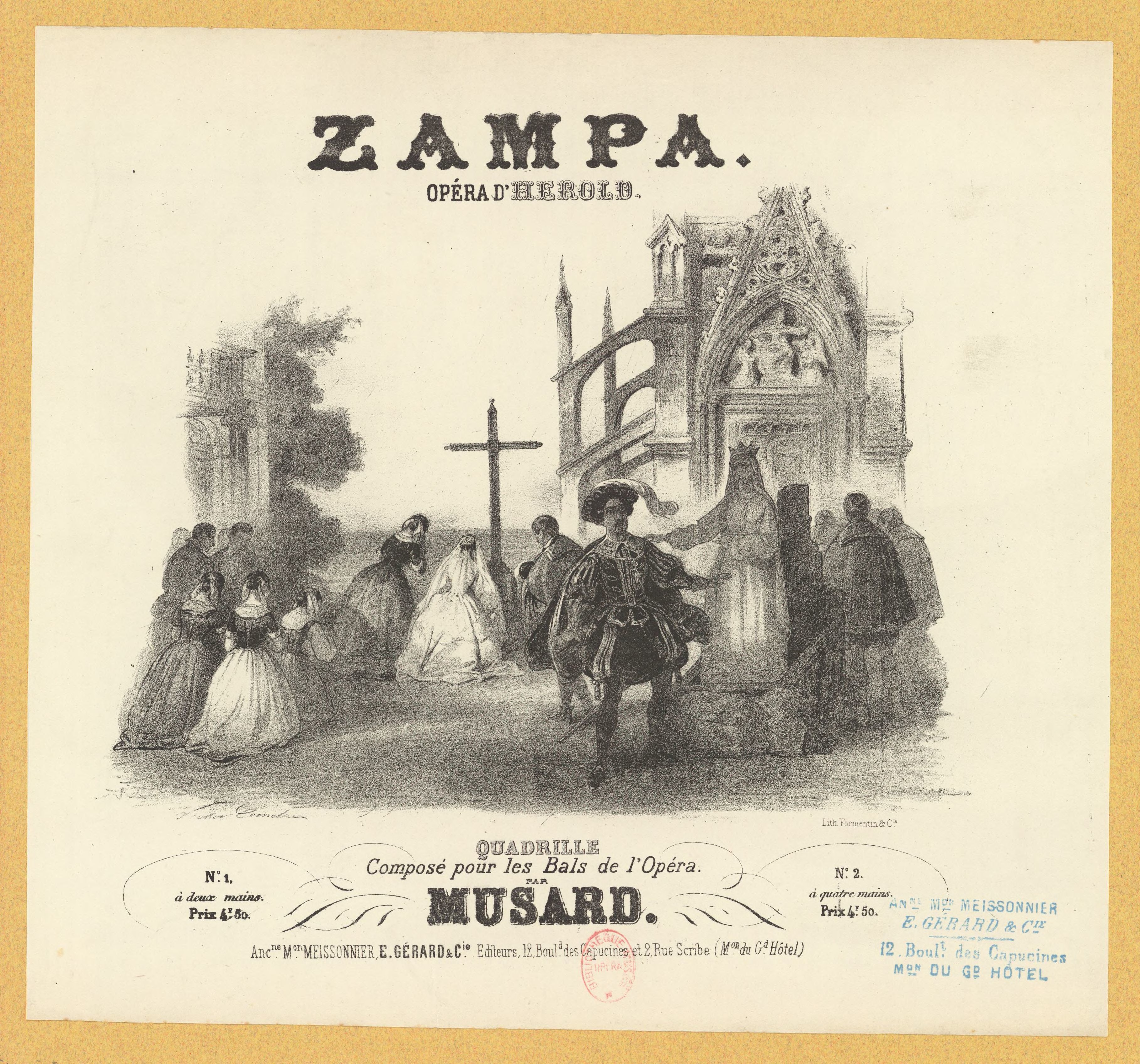
Ilustracja do opery Zampa.

Zampa czyli Narzeczona marmurowa (także Zampa czyli Oblubienica marmurowa, fr. Zampa ou La fiancée de marbre) – opera Louisa Ferdinanda Hérolda w trzech aktach. Libretto napisał Mélesville. Prapremiera odbyła się w Paryżu 3 maja 1831. Premiera polska odbyła się w Warszawie 9 marca 1834.

## Treść
Akcja rozgrywa się w XVI w. na Sycylii. W zamku Lugano mają się odbyć zaślubiny hrabianki Kamili z Alfonsem Monzą. Alfonso udaje się do pobliskiego gaju, gdzie czekać na niego mają zaprzyjaźnieni młodzieńcy. Okazuje się jednak, że była to zasadzka i Alfonso zostaje schwytany przez korsarzy. Kamila otrzymuje list pisany ręką jej ojca, który poleca jej spełnić wszystko, czego życzyć sobie będzie Zampa – legendarny korsarz, morderca budzący postrach mężczyzn, słynny z uwodzenia kobiet. Jedną z jego ofiar była Alicja Manfredi, której marmurowy pomnik stoi dziś na zamku w Lugano. Pogłoski głoszą, że ów marmurowy pomnik nocami żałośnie jęczy. Zampa ma tylko jedno życzenie – chce ręki Kamili. Zastraszona Kamila godzi się i dochodzi do wesela. Zampa wyznaje młodej żonie, że jest synem hrabiego Lugano i prowadzi na śmierć Alfonsa. Kamila błaga o litość i zgodę na spędzenie reszty życia w klasztorze. Zampa jest nieprzejednany. Na pomoc Kamili przybywa Alicja Manfredi – zmarła kobieta zjawia się w postaci widma i wciąga Zampę w piekielne czeluści. Wszystko kończy się dobrze i Kamila może poślubić ocalonego od śmierci Alfonsa.

## Parodia
W 1832 r. w Wiedniu wystawiono parodię opery Ferdinanda Hérolda pt. Zampa der Tagdieb oder die Braut von Gips. Autorami byli: Johann Nepomuk Nestroy (libretto) i Adolf Müller (muzyka).